# Hartlepool
Hartlepool (87 984 ab.) è un paese dell’autorità unitaria Hartlepool, della contea cerimoniale di Durham, Inghilterra; si affaccia sul Mare del Nord, poco a nord del fiume Tees.
Il suo porto fu tra i primi costruiti in Inghilterra, ed è uno dei maggiori dell'intero Paese; deve la sua prosperità soprattutto all'attività cantieristica.
La città è di relativamente recente costituzione, essendo stata istituita nel 1967 per unione di due centri che oggi sono i suoi principali sobborghi: West Hartlepool, sviluppatasi come porto e centro industriale, e East Hartlepool.

## Sport
Nel calcio la città è rappresentata dall'Hartlepool United, militante in League Two; disputa i suoi incontri interni al Victoria Park.
Nel rugby a 15 figura invece il West Hartlepool, una scissione dei cui soci nel 1908 diede vita al summenzionato club calcistico.
Il West Hartlepool milita in National League 3 North (quinta divisione nazionale), ma in passato fu presente in English Premiership, la prima divisione, ed ebbe in squadra diversi giocatori internazionali inglesi e non, come Tim Stimpson, l'italiano Mark Giacheri e i neozelandesi campioni del mondo Mike Brewer e i gemelli Alan e Gary Whetton.
Due atlete provenienti da Hartlepool hanno rappresentato la Gran Bretagna alle olimpiadi di Londra del 2012: la pugile Savannah Marshall (prima britannica a vincere un titolo mondiale di pugilato femminile) e la nuotatrice Jemma Lowe.

## Cultura di massa

### Andy Capp
Hartlepool è celebre per essere la patria di Reg Smythe, creatore del personaggio dei fumetti Andy Capp, pubblicato in Italia da La Settimana Enigmistica con il titolo Le vicende di Carlo e Alice.
La città inglese ospita una statua dedicata al personaggio dei fumetti, eretta nel 2007.
L'indirizzo approssimativo è 9 Croft Terrace.

### Monkey Hangers
Seconda una curiosa leggenda durante le guerre napoleoniche ad Hartlepool si sarebbe impiccata una scimmia. Infatti, sempre secondo il racconto, un pescatore locale dopo essersi avvicinato ad una nave da guerra francese alla deriva, vi avrebbe trovato a bordo solamente una scimmia. Il pescatore data la sua ignoranza, la scambiò per un essere umano e dopo un breve processo la impiccò. La curiosa leggenda è stata ripresa più volte, tanto che i tifosi della squadra locale vengono chiamati Monkey hangers (Impiccatori di scimmie). L'elezione dell'attuale sindaco Stuart Drummond, nel 2002, è legata anch'essa a questa leggenda. Egli infatti impersonava la scimmia H'Angus, ovvero la mascotte dell'Hartlepool United. Decise quindi di candidarsi, proponendo banane gratis a tutti i bambini della città e facendo campagna elettorale direttamente allo stadio, travestito ovviamente da H'Angus. A sorpresa vinse con il 52% dei voti. Drummond venne rieletto col doppio dei voti sia nel 2005 che nel 2009.

### Musica
Ad Hartlepool è nato Janick Gers, chitarrista della band heavy metal britannica Iron Maiden e già membro degli White Spirit e dei Gillan.

## Amministrazione

### Gemellaggi
- Hückelhoven
- Muskegon